# Mossautal
Mossautal (odenwälderisch Mosse) ist eine Gemeinde im Odenwald mit dem Status eines staatlich anerkannten Erholungsortes und liegt im südhessischen Odenwaldkreis auf einer Höhe von 300 bis 500 Metern ü. NHN. Sie besteht aus den Ortschaften Güttersbach, Hiltersklingen, Hüttenthal sowie Ober- und Unter-Mossau. Der Sitz der Gemeindeverwaltung liegt im Ortsteil Unter-Mossau.

## Geografie

### Geografische Lage
Mossautal liegt im Westen des Buntsandstein-Odenwalds und grenzt damit an den westlich anschließenden Vorderen Odenwald. Das Gemeindegebiet liegt vollständig in dem Talsystem des Marbachs, das von weit überwiegend bewaldeten Höhenzügen umrahmt und gegliedert ist. Der Marbach entwässert das Gemeindegebiet nach Südosten zu der nicht weit entfernten Einmündung in die Mümling. Wichtigster und für die Gemeinde namensgebender Marbach-Zufluss ist der Mossaubach, der in der Gemarkung Hüttenthal von links und Norden einmündet. Den Mossaubach begleiten die langgestreckten Ortslagen von Ober-Mossau und Unter-Mossau, die bekannt sind als Lehrbuchbeispiele für Waldhufendörfer.
Die Nibelungenstraße (B 47) berührt Mossautal im Norden, die Siegfriedstraße (B 460) führt im Süden durch die Gemeinde. Die umgebende Landschaft wird auch als Urlaubsziel im Geo-Naturpark Bergstraße-Odenwald am Marbach-Stausee, dem größten Stillgewässer des Odenwaldes, genutzt.

### Nachbargemeinden
Mossautal grenzt im Norden und Westen an die Gemeinde Reichelsheim und die Stadt Michelstadt, im Osten an die Stadt Erbach, im Süden an die Stadt Oberzent (alle im Odenwaldkreis) sowie im Südwesten an die Gemeinden Wald-Michelbach, Grasellenbach und Fürth (alle drei im Landkreis Bergstraße).

### Gemeindegliederung
Die Gemeinde Mossautal besteht aus fünf Ortsteilen, die den früheren Gemeinden entsprechen und für die nach dem Zusammenschluss Ortsbezirke mit Ortsbeirat und Ortsvorsteher gebildet wurden. Dies sind
- Güttersbach
- Hiltersklingen
- Hüttenthal
- Ober-Mossau
- Unter-Mossau (Sitz der Gemeindeverwaltung)

## Geschichte
Gemeindebildung
Im Zuge der Gebietsreform in Hessen fusionierten am 1. Februar 1971 die bis dahin selbständigen Gemeinden Ober-Hiltersklingen und Unter-Hiltersklingen freiwillig zur neuen Gemeinde Hiltersklingen. Am 31. Dezember 1971 schließlich fusionierten Hiltersklingen und die Orte Ober-Mossau und Unter-Mossau zur neuen Gemeinde Mossautal. Güttersbach und Hüttenthal kamen am 1. August 1972 kraft Landesgesetz hinzu. Für alle nach Mossautal eingegliederten ehemaligen Gemeinden wurden je ein Ortsbezirk eingerichtet.
Alle fünf Orte wurden als Waldhufendörfer angelegt. Als erster wurde Hiltersklingen im Jahr 795 erstmals urkundlich erwähnt.

## Bevölkerung

### Einwohnerstruktur 2011/2022
Nach den Erhebungen des Zensus 2011/Zensus 2022 lebten am Stichtag, dem 9. Mai 2011 / 15. Mai 2022, in Mossautal 2568/2389 Einwohner. Darunter waren 158/173 (6,2 % / 7,2 %) Ausländer, von denen 112/100 aus dem EU-Ausland, 39/59 aus anderen europäischen Ländern und 0/13 aus anderen Staaten kamen./ Bis zum Jahr 2020 veränderte sich die Ausländerquote auf 5,3 %. Nach dem Lebensalter waren 369/346 Einwohner unter 18 Jahren, 1029/727 zwischen 18 und 49, 581/707 zwischen 50 und 64 und 588/617 Einwohner waren älter./ Die Einwohner lebten in 1046/703 Haushalten. Davon waren 282/? Singlehaushalte, 348/354 Paare ohne Kinder und 343/281 Paare mit Kindern, sowie 63/68 Alleinerziehende und 15/? Wohngemeinschaften./ In 253/131 Haushalten lebten ausschließlich Senioren und in 636/406 Haushaltungen leben keine Senioren./

### Einwohnerentwicklung
| Mossautal: Einwohnerzahlen von 1973 bis 2022                                     | Mossautal: Einwohnerzahlen von 1973 bis 2022 | Mossautal: Einwohnerzahlen von 1973 bis 2022 | Mossautal: Einwohnerzahlen von 1973 bis 2022 | Mossautal: Einwohnerzahlen von 1973 bis 2022 |
| -------------------------------------------------------------------------------- | -------------------------------------------- | -------------------------------------------- | -------------------------------------------- | -------------------------------------------- |
| Jahr                                                                             |                                              |                                              |                                              | Einwohner                                    |
| 1973                                                                             | 1973                                         |                                              | 2.161                                        | 2.161                                        |
| 1975                                                                             | 1975                                         |                                              | 2.136                                        | 2.136                                        |
| 1980                                                                             | 1980                                         |                                              | 2.173                                        | 2.173                                        |
| 1985                                                                             | 1985                                         |                                              | 2.212                                        | 2.212                                        |
| 1990                                                                             | 1990                                         |                                              | 2.455                                        | 2.455                                        |
| 1995                                                                             | 1995                                         |                                              | 2.578                                        | 2.578                                        |
| 2000                                                                             | 2000                                         |                                              | 2.628                                        | 2.628                                        |
| 2005                                                                             | 2005                                         |                                              | 2.575                                        | 2.575                                        |
| 2010                                                                             | 2010                                         |                                              | 2.547                                        | 2.547                                        |
| 2011                                                                             | 2011                                         |                                              | 2.568                                        | 2.568                                        |
| 2015                                                                             | 2015                                         |                                              | 2.451                                        | 2.451                                        |
| 2020                                                                             | 2020                                         |                                              | 2.429                                        | 2.429                                        |
| 2022                                                                             | 2022                                         |                                              | 2.389                                        | 2.389                                        |
| Quellen: ; Hessisches Statistisches Informationssystem; Zensus 2011; Zensus 2022 |                                              |                                              |                                              |                                              |

### Historische Religionszugehörigkeit
| • 1987: | 1738 evangelische (= 79,3 %), 291 katholische (= 13,3 %), 162 sonstige (= 7,4 %) Einwohner  |
| • 2011: | 1498 evangelische (= 58,3 %), 329 katholische (= 12,8 %), 741 sonstige (= 28,9 %) Einwohner |
| • 2022: | 1116 evangelische (= 46,5 %), 283 katholische (= 11,8 %), 996 sonstige (= 41,5 %) Einwohner |

## Politik

### Gemeindevertretung
Die Kommunalwahl am 14. März 2021 lieferte folgendes Ergebnis, in Vergleich gesetzt zu früheren Kommunalwahlen:
| Sitzverteilung in der Gemeindevertretung 2021Insgesamt 15 Sitze - SPD: 1 - CDU: 4 - ÜWG: 9 - AfD: 1 | Parteien und Wählergemeinschaften | Parteien und Wählergemeinschaften            | % 2021 | Sitze 2021 | % 2016 | Sitze 2016 | % 2011 | Sitze 2011 | % 2006 | Sitze 2006 | % 2001 | Sitze 2001 |
| Sitzverteilung in der Gemeindevertretung 2021Insgesamt 15 Sitze - SPD: 1 - CDU: 4 - ÜWG: 9 - AfD: 1 | ÜWG                               | Überparteiliche Wählergemeinschaft Mossautal | 58,9   | 9          | 61,0   | 9          | 53,8   | 8          | 46,8   | 7          | 44,9   | 7          |
| Sitzverteilung in der Gemeindevertretung 2021Insgesamt 15 Sitze - SPD: 1 - CDU: 4 - ÜWG: 9 - AfD: 1 | CDU                               | Christlich Demokratische Union Deutschlands  | 25,1   | 4          | 21,1   | 3          | 24,6   | 4          | 29,8   | 4          | 22,0   | 3          |
| Sitzverteilung in der Gemeindevertretung 2021Insgesamt 15 Sitze - SPD: 1 - CDU: 4 - ÜWG: 9 - AfD: 1 | SPD                               | Sozialdemokratische Partei Deutschlands      | 9,9    | 1          | 17,9   | 3          | 21,7   | 3          | 23,3   | 4          | 33,1   | 5          |
| Sitzverteilung in der Gemeindevertretung 2021Insgesamt 15 Sitze - SPD: 1 - CDU: 4 - ÜWG: 9 - AfD: 1 | AfD                               | Alternative für Deutschland                  | 6,0    | 1          | –      | –          | –      | –          | –      | –          | –      | –          |
| Sitzverteilung in der Gemeindevertretung 2021Insgesamt 15 Sitze - SPD: 1 - CDU: 4 - ÜWG: 9 - AfD: 1 | Gesamt                            | Gesamt                                       | 100,0  | 15         | 100,0  | 15         | 100,0  | 15         | 100,0  | 15         | 100,0  | 15         |
| Sitzverteilung in der Gemeindevertretung 2021Insgesamt 15 Sitze - SPD: 1 - CDU: 4 - ÜWG: 9 - AfD: 1 | Wahlbeteiligung in %              | Wahlbeteiligung in %                         | 63,6   | 63,6       | 57,0   | 57,0       | 57,6   | 57,6       | 58,5   | 58,5       | 67,3   | 67,3       |

### Bürgermeister
Nach der hessischen Kommunalverfassung wird der Bürgermeister für eine sechsjährige Amtszeit gewählt, seit dem Jahr 1993 in einer Direktwahl, und ist Vorsitzender des Gemeindevorstands, dem in der Gemeinde Mossautal neben dem Bürgermeister ehrenamtlich ein Erster Beigeordneter und vier weitere Beigeordnete angehören. Bürgermeister ist seit dem 1. Dezember 2013 der parteiunabhängige Dietmar Bareis, zuvor 27 Jahre leitender Mitarbeiter in der Gemeindeverwaltung. Sein Amtsvorgänger Willi Keil beendete aus gesundheitlichen Gründen seine fünfte Amtszeit vorzeitig und trat am 31. Mai 2013 in den Ruhestand. Der Erste Beigeordnete Harald Eisenhauer leitete die Gemeindeverwaltung kommissarisch und die Wahl des neuen Bürgermeisters musste vorgezogen werden. Dietmar Bareis erhielt am 22. September 2013 im ersten Wahlgang ohne Gegenkandidaten bei 79,2 Prozent Wahlbeteiligung 95,9 Prozent der Stimmen. Es folgte eine Wiederwahl, ebenfalls ohne Gegenkandidaten, im Mai 2019.
Amtszeiten der Bürgermeister
- 2013–2025 Dietmar Bareis[24]
- 1986–2013 Willi Keil[25]

### Ortsbeiräte
Für die Ortsteile Güttersbach, Hiltersklingen, Hüttenthal, Ober-Mossau und Unter-Mossau besteht je ein Ortsbezirke mit Ortsbeirat und Ortsvorsteher, nach Maßgabe der §§ 81 und 82 HGO und des Kommunalwahlgesetzes in der jeweils gültigen Fassung gebildet. Die Ortsbeiräte bestehen aus drei Mitgliedern. Die Ortsbezirke sind durch das Gebiet der ehemaligen Gemeinden abgegrenzt. Für Details siehe die jeweiligen Ortsartikel.

### Wappen
Blasonierung: „In schräggeviertem Schild rechts und links je einen roten Stern auf Silber, oben ein silbernes Iroschottenkreuz auf Rot, unten ein silbernes Johanniterkreuz auf Rot.“
Das Wappen wurde der Gemeinde Mossautal am 13. Februar 1979 durch den Hessischen Minister des Innern genehmigt. Gestaltet wurde es durch den Bad Nauheimer Heraldiker Heinz Ritt.
Die Sterne verweisen auf die frühere Zugehörigkeit der Ortsteile zur Herrschaft Erbach. Das Iroschottenkreuz stammt von einem bei Unter-Hiltersklingen gefundenen Stein, auf dem diese eingraviert ist. Das Johanniterkreuz weist auf die ehemalige Johanniterkommende hin, die bis zur Reformation ihren Sitz in Ober-Mossau hatte.
Die Gemeinde Mossautal führt keine amtlich genehmigte Flagge, lokal wird jedoch eine rot-weiß-rote Flagge, belegt mit dem Gemeindewappen verwendet.

### Gemeindepartnerschaften
Mossautal hatte seit 1983 eine Partnerschaft mit Maasdam in den Niederlanden. Dieser Kontakt wurde 2017 beendet.

## Kultur und Sehenswürdigkeiten

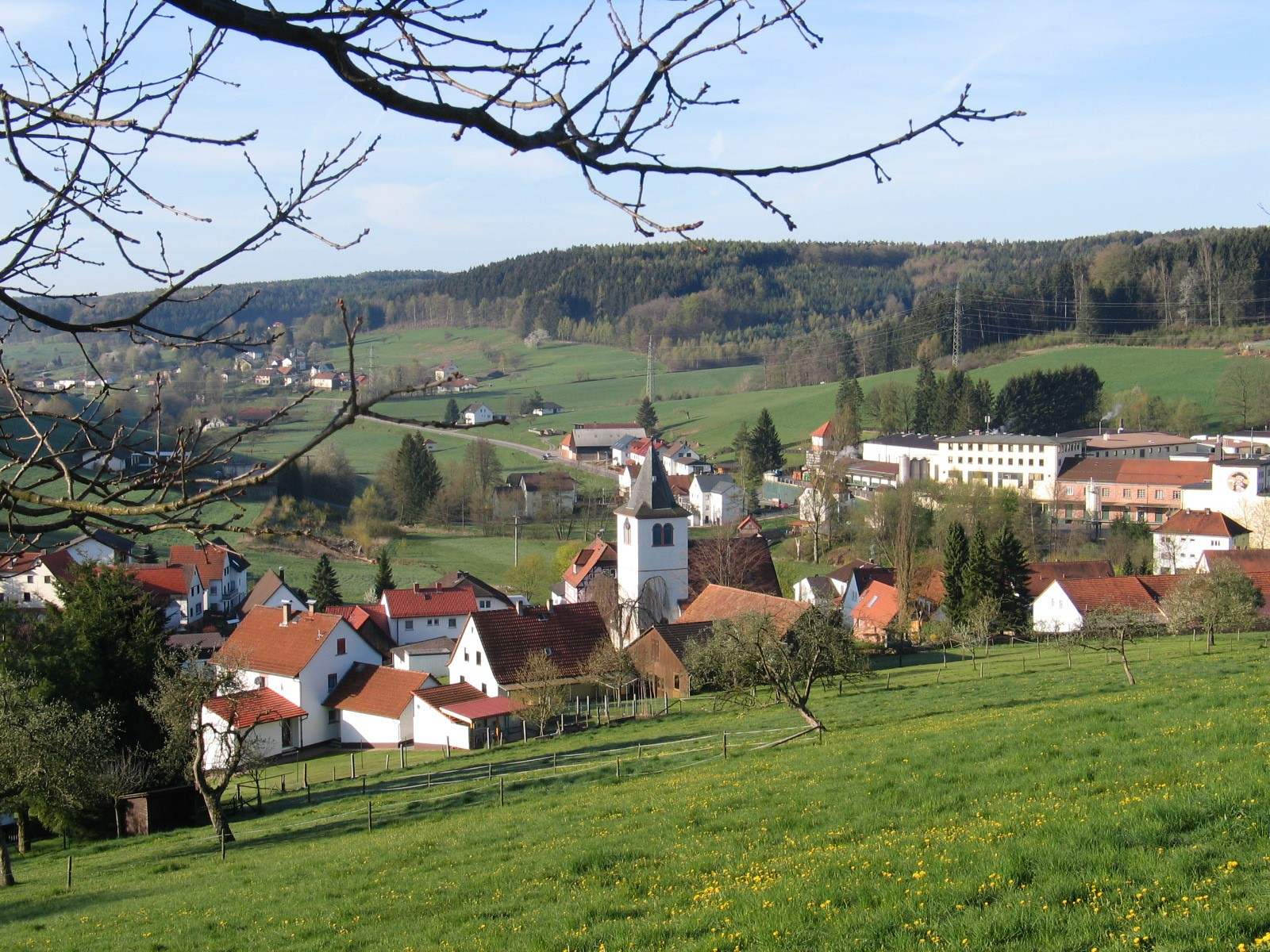
Ober-Mossau

### Sehenswürdigkeiten
- Marbach-Stausee
- Johanniterkirche in Ober-Mossau
- Quellkirche in Güttersbach
- Lindelbrunnen in Hüttenthal

### Regelmäßige Veranstaltungen
- Schwimmbadfest Güttersbach; jedes Jahr am ersten Wochenende im Juli
- Mossemer Salatkerwe; jedes Jahr am zweiten Wochenende im Juni, veranstaltete der Kerweclub seine „Kirchweih“ in Ober-Mossau. 2024 hat die neugegründete Kerwejugend die Organisation der Salatkerb übernommen und 2025, nun als Mossautaler Kerwe, auf das letzte Juniwochende verlegt.
- Günter-Ihrig-Gedächtnisturnier; jedes Jahr an Fronleichnam findet auf dem Sportgelände in Hiltersklingen ein Fußballturnier für Hobbymannschaften statt.
- Volkslauf Güttersbach; jedes Jahr am ersten Wochenende im August findet ein Volkslauf für jedermann mit zwei verschiedenen Laufstrecken statt.
- Hiltersklinger Quetschekerwe; jedes Jahr am dritten Wochenende im August findet eine Kerwe am Feuerwehrhaus statt.
- Oktoberfest von der Kerwejugend; seit 2024 findet das Fest am zweiten Wochenende im Oktober statt.

### Sport
In Mossautal ist die Fußballmannschaft der SG Mossautal beheimatet. Die Spielgemeinschaft setzt sich aus dem „SV 54 Mossau“ und dem „SV 67 Hiltersklingen“ zusammen und nimmt mit zwei Seniorenmannschaften (A- und C-Liga Odenwald) sowie vier Jugendteams (D- bis G-Jugend) am Spielbetrieb teil.
In Unter-Mossau nutzt der 1961 gegründete Schützenverein den Schießstand eines Landgasthauses. 2010 hat der Verein eine elektronische Schießanlage errichtet, die zu den modernsten Anlagen im Odenwald zählt.
Der Schützenverein Hüttenthal veranstaltet auf seinem Gelände an der Mossautalhalle jedes Jahr einen Sommerbiathlon sowie ein Bürgerschießen.

## Wirtschaft und Infrastruktur

### Wirtschaftsstruktur
Das Hauptgewerbe in Mossautal ist die Land- und Forstwirtschaft. Ein weiterer wichtiger Erwerbszweig der Gemeinde ist der Tourismus. Ferner gibt es sieben Industriebetriebe, darunter die überregional bedeutende Privat-Brauerei Schmucker und die ebenfalls über die Region hinaus bekannte Molkerei Hüttenthal. Außerdem existieren 15 Handwerksbetriebe, sieben Einzelhandelsbetriebe, drei landwirtschaftliche Direktvermarktungen und 26 Dienstleistungsbetriebe. Ferner wird Fischzucht betrieben.

### Wanderwege
Durch die Ortsteile Güttersbach und Hüttenthal verläuft der Nibelungensteig, ein 130 Kilometer langer, mit dem Gütesiegel „Qualitätsweg Wanderbares Deutschland“ zertifizierter Fernwanderweg.
Außerdem führen vier Permanente IVV-Wanderwege durch Mossautal, die das ganze Jahr begehbar sind.

## Persönlichkeiten
- Johann Gottfried Bischoff (1871–1960), Stammapostel der neuapostolischen Kirche
- Dietrich Kübler (* 1950), von 2009 bis 2015 Landrat des Odenwaldkreises